# 25046 Suyihan
25046 Suyihan (tên chỉ định: 1998 QK44) là một tiểu hành tinh vành đai chính. Nó được phát hiện bởi dự án Nghiên cứu tiểu hành tinh gần Trái Đất Lincoln ở Socorro, New Mexico ngày 17 tháng 8 năm 1998. Nó được đặt theo tên Su Yi-Han, who won first place ở the 2008 Giải thưởng Khoa học và Kỹ thuật Intel.